# WASP-21
WASP-21 — звезда в созвездии Пегаса на расстоянии приблизительно 789 световых лет от нас. Вокруг звезды обращается, как минимум, одна планета.

## Характеристики
WASP-21 принадлежит к многочисленной группе старых звёзд толстого диска нашей Галактики. Это жёлтый карлик главной последовательности, по размерам и массе практически идентичный Солнцу. Температура поверхности составляет около 5800 кельвинов. Возраст звезды оценивается приблизительно в 12 миллиардов лет.

## Планетная система
В 2010 году группой астрономов, работающих в рамках программы SuperWASP, было объявлено об открытии  планеты WASP-21 b в системе. Это горячий газовый гигант, по массе сходный с Сатурном. Однако по радиусу он сравним с Юпитером, что говорит о низкой плотности планеты. WASP-21 b обращается на расстоянии 0,052 а.е. от родительской звезды, совершая полный оборот за 4,3 суток. Открытие планеты было совершено транзитным методом.